# Arvind Krishna

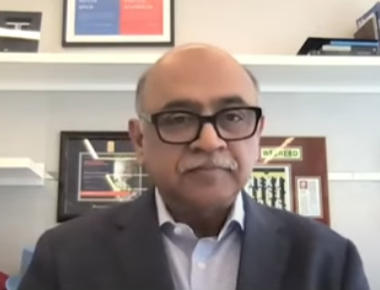
Arvind Krishna

Arvind Krishna (* 1962 in Dehradun) ist ein amerikanisch-indischer Manager. Er ist seit 2020 der CEO von IBM. Davor arbeitete er bereits seit 30 Jahren für das Unternehmen und war 2015 zum Senior Vice President der Abteilung Cloud and Cognitive Software befördert worden.

## Laufbahn
Sein Vater, Generalmajor Vinod Krishna, war Offizier der Armee, der für die indische Armee und die indischen Regierung arbeitete, und seine Mutter, Aarti Krishna, setzte sich für das Wohl der Veteranenwitwen ein. Er absolvierte eine Schulausbildung an der St. Joseph’s Academy in Dehradun, und der Stanes School in Coonoor (Tamil Nadu), bevor er 1985 einen Bachelor-Abschluss in Elektrotechnik vom Indian Institute of Technology in Kanpur erhielt. Anschließend ging er in die Vereinigten Staaten, um 1990 an der University of Illinois at Urbana-Champaign in Elektrotechnik promoviert zu werden. Er erhielt von beiden Institutionen angesehene Alumni-Auszeichnungen.
Krishna kam 1990 zu IBM, wo er zum Senior Vice President für IBMs Cloud and Cognitive Software aufstieg. Er hat wissenschaftliche Beiträge in einer Reihe von technischen Bereichen geleistet, darunter drahtlose Netzwerke, Sicherheit, Systeme und Datenbanken. Außerdem leitete er den Auf- und Ausbau neuer Märkte für IBM in den Bereichen künstliche Intelligenz, Cloud, Quantencomputing und Blockchain. Er leitete auch die Übernahme von Red Hat durch IBM im Jahr 2018 für 34 Milliarden Dollar.
Er wurde am 6. April 2020 zum CEO von IBM und trat damit die Nachfolge von Ginni Rometty an.